# Ambulant postal
Voir aussi l'article Bureau ambulant

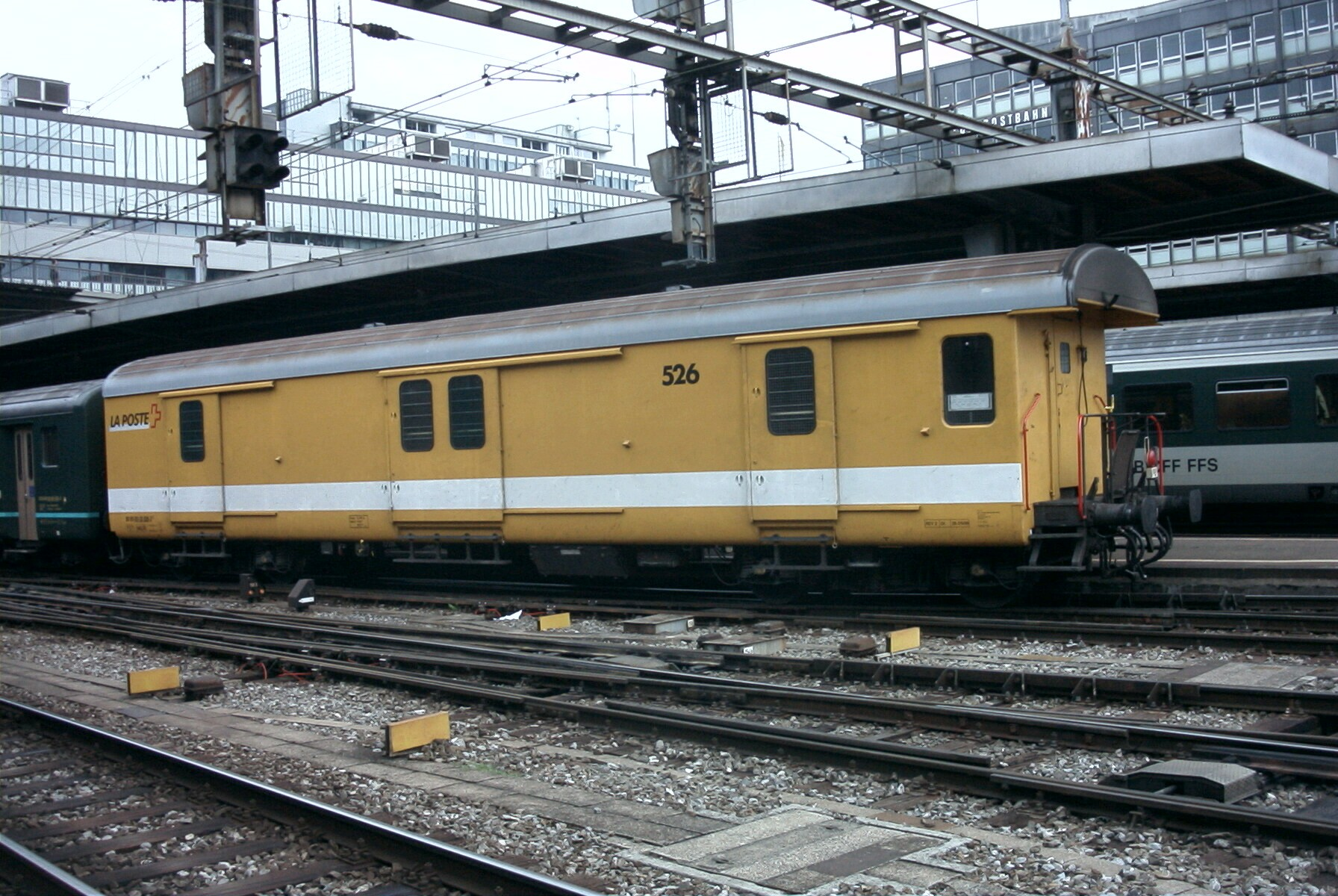
Wagon-poste suisse postal équipé d'un bureau ambulant

Le terme ambulant a désigné dans le vocabulaire utilisé par les services postaux, tout ce qui avait trait au tri du courrier dans des véhicules roulants. La plupart de ces véhicules était des wagons-poste, incorporés à des trains voyageurs. Sur certains grands axes, en raison du nombre important de wagons de services ambulants à tracter, on constituait uniquement des trains postaux. Il y eut également des bureaux-ambulants routiers, installés dans des autocars, spécialement aménagés pour le tri.

## Les postiers ambulants

### Un vocabulaire professionnel peu accessible
En 1998, le service communication, à la Direction du Courrier de La Poste édite un petit catalogue, dont le but est de fournir quelques éléments de compréhension d'un vocabulaire professionnel devenu hermétique pour les jeunes agents. Le mot "Ambulant" y trouve sa place, bien que les services ambulants n'existaient plus.
Ambulant : "service de tri" dans un wagon spécialement aménagé sur lignes de chemin de fer, durant le temps de parcours ou en gare. Par extension, agent du service ambulant. Désigne aussi une relation desservie par un service ambulant. (exemple : ambulant Paris à La Rochelle)
Ainsi le mot "ambulant" est utilisé pour trois acceptions. Se nommaient « ambulants » les postiers travaillant dans ces services. La majorité d'entre eux étaient employés sur des horaires de « nuit » mais, il y eut aussi pendant longtemps des services ambulants de « jour ». Constitués en « brigades », les équipes des postiers ambulants avaient des cycles de travail qui permettaient d'assurer le service pendant les sept jours de la semaine, tout en leur fixant des nuits de repos. Leur rémunération prenait en compte les frais qu'ils avaient en « bout de ligne », à la fin de leur « voyage » aller ou « descente ». Le voyage est la vacation de travail d'un ambulant. Le voyage de la nuit suivante est appelé la « remonte ». Dans l'exemple cité supra, lors du "voyage" aller, sur le trajet compris entre la ville départ et la ville arrivée, le service ambulant en "descente" se nomme le "Paris à La Rochelle". Le même service, comprenant les mêmes agents (une " brigade") effectue le lendemain le trajet en sens inverse sous l'appellation "La Rochelle à Paris".
Chaque brigade, unité de travail fixe, était identifiée par une lettre : A, B, C, D, E. Ces lettres de « brigade » sont connues des philatélistes, car elles figurent sur les cachets à date oblitérant le courrier tardif, qui pouvait être déposé directement dans les boîtes aux lettres dont était équipé chaque wagon-poste. Le courrier trié sur le parcours de Paris-province correspond à la zone géographique de la ligne ferroviaire, le tri étant beaucoup plus détaillé, pour les départements situés en fin de parcours
En cas de manque de personnel « embrigadé » (congés en particulier), le dirigeant de chaque « bureau ambulant" pouvait faire appel à un volant d'agents travaillant au bureau de la gare tête de ligne : ces agents disponibles étaient appelés « non embrigadés » ou « sédentaires ». Pouvant voyager sur plusieurs services, le travail du sédentaire nécessitait la connaissance du tri de chacun d'entre eux. En principe un postulant aux ambulants commençait sa carrière en tant que sédentaire avant d'être embrigadé dans un service disponible, puis plus tard celui de son choix. Ce choix correspondait la plupart du temps à la région d'origine…

## Témoignage d'un «ambulant» sur son travail
Pour être admis en tant que trieur, il fallait passer avec succès l'examen des « Paris 2000 », c'est-à-dire connaître les rues de Paris pour le tri à la remonte.
Également, chaque trieur était responsable d'un « côté ». Il devait connaître tous les bureaux du département ainsi que les « passes bureaux » (les petits villages rattachés à un bureau distributeur).
Ces agents, au fil des années, ont acquis un savoir-faire impressionnant au niveau acheminement… (par exemple, connaître les rues de Paris avec les coupures pair/impair… ; imaginez les rues du Louvre et de Vaugirard qui traversent plusieurs arrondissements.
La cadence « règlementaire de tri » était fixée à 500 plis au quart d'heure… mais les trieurs avertis, avec du courrier homogène, atteignaient allègrement les 800 plis !
Dans la hiérarchie, on distinguait : le chef de brigade (inspecteur central) ; le second (inspecteur) ; le CTDIV (contrôleur divisionnaire) qui s'occupait du tri des objets recommandés (chargements) ; les trieurs (contrôleurs et agents d'exploitation) ; et enfin les courriers (préposés) qui étaient chargés de la manutention.
Le travail de courrier était très physique… Il fallait « gerber » les sacs dans les allèges (wagon destiné au stockage), les courriers (préposés) devaient aussi assurer l'ouverture des sacs de lettres et de presse et la livraison aux stations.
L'espace dans les wagons était restreint, et l'air était chargé de poussière… le train, en roulant, faisait osciller le wagon, et il fallait avoir le pied marin.
La particularité de ces services résidait dans le fait que l'ambiance y était excellente, les agents solidaires, et la qualité de service de haut niveau… Le maître mot était « être au pair » ; c'est-à-dire avoir tout trié et livré.
Contrairement aux autres agents qui rentrent chez eux après le travail, les ambulants restaient ensemble en bout de ligne, ce qui donnait lieu à des sorties sympathiques (balade [réf. souhaitée], pêche [réf. souhaitée], tennis [réf. souhaitée], pétanque, etc.) et parfois très « festives » les anniversaires et les évènements étaient souvent fêtés… chaque brigade avait son point de chute.
En résumé, ce fut vraiment un monde à part au sein des PTT, l'ancien nom de La Poste française[Laquelle ?].
D’ailleurs, lors de la suppression de ces services en 1995 [pourquoi ?][réf. souhaitée], la reconversion pour certains agents fut très difficile à supporter, reclassés dans des centres de tri où la mentalité est plus individualiste et les clivages hiérarchiques plus conflictuels…
Toutefois, chaque médaille a son revers… même si les ambulants pouvaient partir en retraite à 55 ans, beaucoup étaient usés avant l'heure par la pénibilité due aux mauvaises conditions de travail, (courants d'airs permanents, lombalgies dues au port de charges lourdes, fatigue, varices causées par la station debout devant les casiers, horaires décalés… etc.) les sacs postaux dépassaient souvent les 25 kg réglementaires… la poussière respirée mélangée aux fumées de cigarettes (pas encore de loi Évin…). Les conditions actuelles dans les centres de tri sont meilleures au point de vue physique… pas forcément au point de vue psychologique…

## Les services ambulants
Avant que l'aviation postale n'assure l'acheminement du courrier, les services ambulants connaissent une expansion générale dans la plupart des pays. Les premiers bureaux ambulants circulent en Grande-Bretagne.
- 1838 : Londres-Birmingham
- Le premier service ambulant français circule entre Paris et Rouen en 1845, puis à partir du Second Empire tout le territoire national était drainé par un ambulant. À partir de cette période le nombre de services croît d'abord à la mesure de la croissance du réseau ferroviaire, puis en fonction de la densité de population des zones desservies.
- 1855 : premier ambulant italien, Turin-Gênes.

La défaite française de 1871 entraîne la suppression du bureau ambulant Paris-à Strasbourg et la création du service ambulant Paris-à Avricourt, petite gare frontière avec l'Alsace-Lorraine.
Aux alentours des années 1920, en France plus de 220 services ambulants existent. Mais certains n'assurent qu'un tri restreint. La poste utilise aussi le maillage du territoire par les voies ferrées pour acheminer le courrier sur des petites distances. Le service est alors assuré par un « courrier - convoyeur », qui assure l'oblitération et parfois un pré-tri des lettres.
Chaque service ou bureau ambulant effectuait pendant sa « route » un « tri » plus ou moins détaillé du courrier qu'il acheminait. Ne pouvant effectuer ce tri que sur un nombre de direction limitée par le nombre de cases que le trieur debout pouvait physiquement atteindre, chaque zone ou département de destination étaient divisés en « côtés » que triait un autre collègue. Mais pour les départements importants le tri ne permettait de dégager qu'un certain nombre de bureaux destinataires. Ces « passe-bureaux » reprenaient dès la réception des « dépêches » le courrier trié par le service ambulant et effectuaient le tri pour les quelques bureaux distributeurs de leur zone. Ce terme postal de « passe » désignait aussi le courrier expédié par les bureaux de la banlieue parisienne à destination de la province : les « passe-Paris » transitaient par un bureau-gare avant d'être livrés aux différentes lignes dont dépendaient les ambulants.

## Les «Lignes»

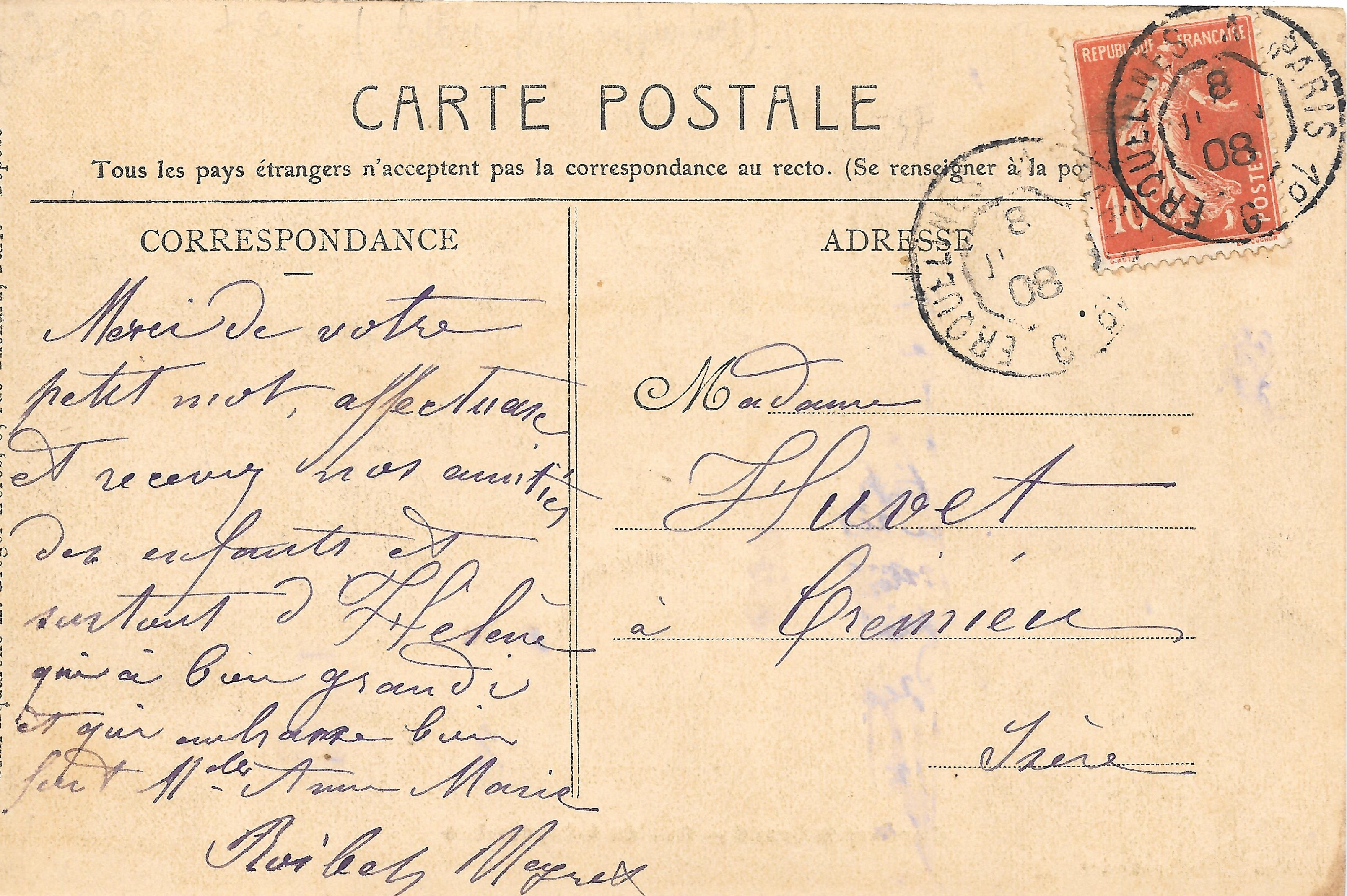
Timbre à date d'ambulant postal non crénelé sur la ligne Erquelines (sic) - Paris, réseau du Nord, daté de 1908.

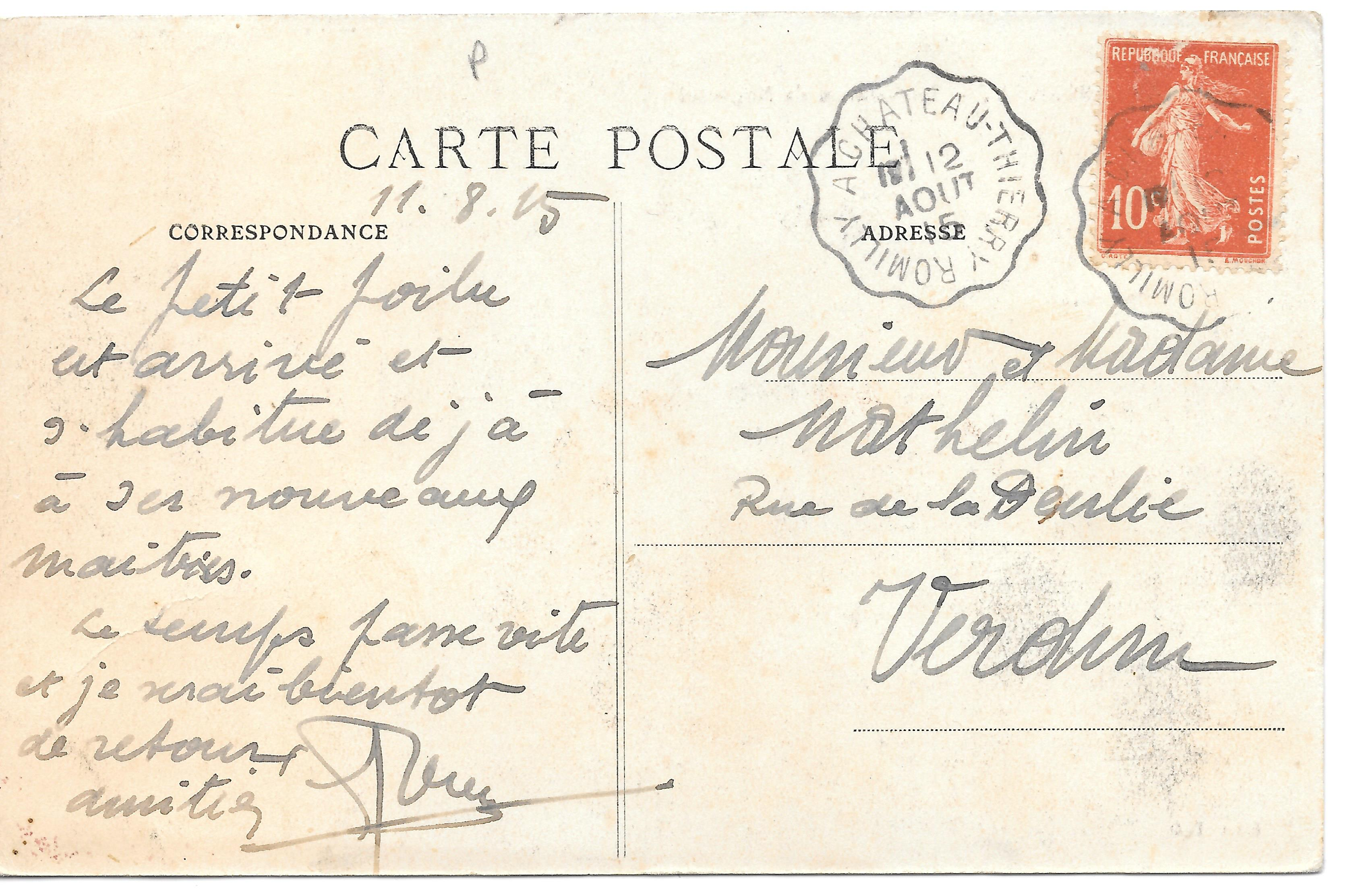
Timbre à date d'ambulant postal sur la ligne de Château-Thierry à Romilly, réseau de l'Est, daté du 12 août 1915.

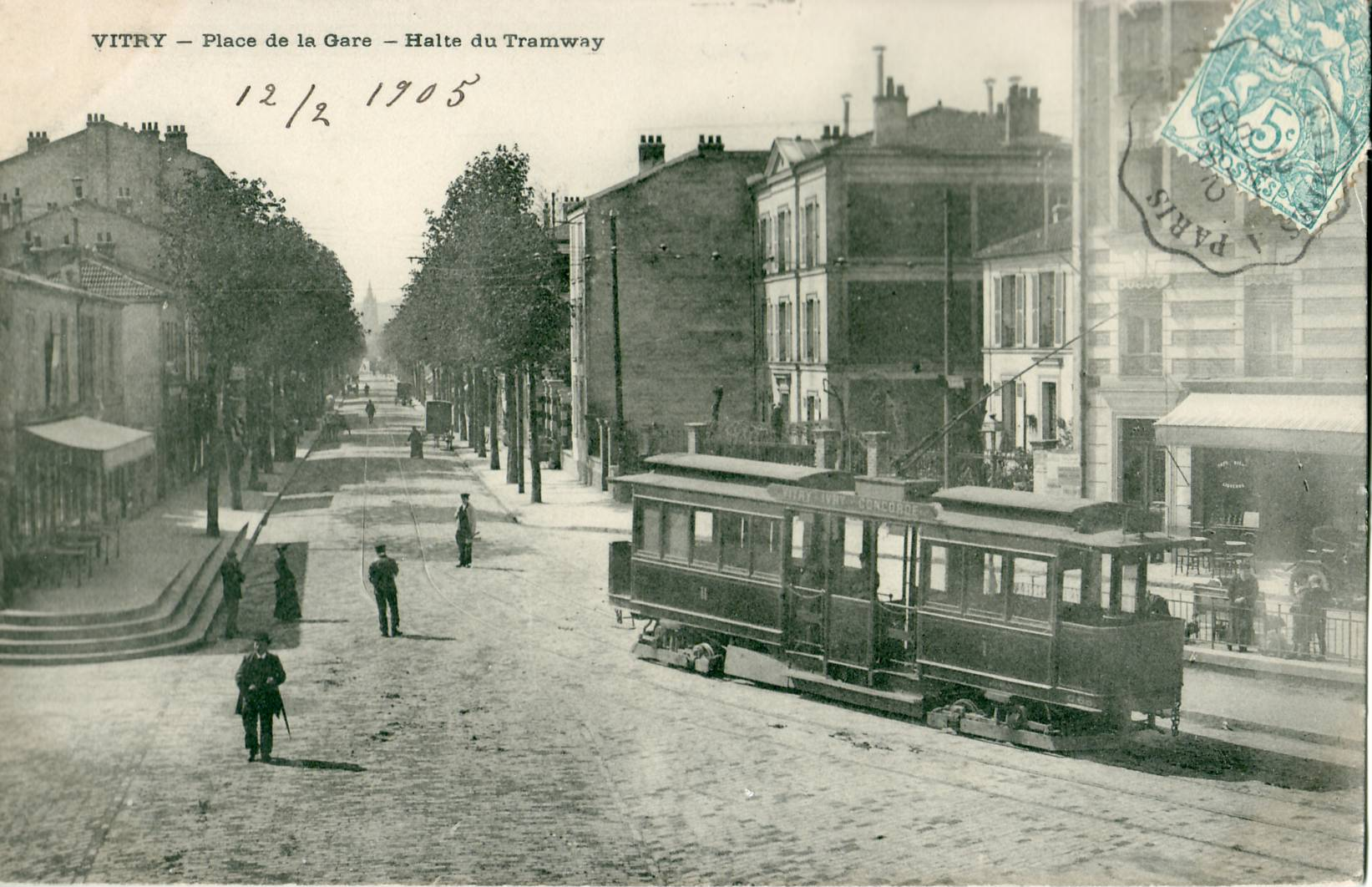
Cette carte postale est oblitérée par un timbre à date rond à créneaux, typique des cachets d'ambulants postaux français du début du XX. Cette oblitération a été faite en 1905 sur la ligne Étampes à Paris, réseau Sud-Ouest.

Les bureaux ambulants de la Poste étaient rattachés administrativement à une « Ligne ». Il s'agit en fait d'une direction de Ligne correspondant à un réseau ferré. Celui-là appartient jusqu'à la création de la SNCF à une compagnie privée ou une société étatisée.
En 1854, sept directions de Ligne sont créées selon ce principe. À chacune de ces lignes correspondent des services ambulants, dont certains gardent la même appellation pendant plus d'un siècle. Aux Lignes installées à Paris, il faut ajouter celle de la Méditerranée à Marseille, et celle des Pyrénées, (réseau du Midi) à Bordeaux[réf. souhaitée].

## La fin des services ambulants deLa Poste française
Quelques exemples, limités à la période finale des services ambulants.
- Ligne du Nord (ancien réseau de la Compagnie du Nord) ou Ambulants du Nord :
  - Paris à Lille[5], Paris à Valenciennes, Paris à Dunkerque, Paris à Erquelinnes et la Belgique ; à partir de 1980, ils constituent un train postal, le train-poste du Nord. Le dernier Paris à Lille, ou plutôt Lille à Paris, circule le 6 novembre 1994.
- Ligne de l'Est :
  - Bâle à Luxembourg: préparation du wagon à Bâle ville (chef de brigade et 1 préposé acheminement), montée des trieurs à Mulhouse centre de tri postal au passage, descente de la brigade à Thionville sauf un convoyeur tenu de livrer à Luxembourg ville. 4 brigades A B C D, 2 "chevaux" A B et CD.
  - Paris à Nancy, Paris à Metz, Paris à Strasbourg, constitués en train postal de l'Est à partir de 1982. Il partait du centre « Paris Évangile ».  Dernier voyage de « remonte » le 30 juin 1995.
  - Paris-à Charleville, anciennement nommé Paris-à Givet : dernier voyage, le 24 janvier 1993.
  - Paris-à Belfort : créé en 1900, il roule jusqu'au 6 novembre 1994.
- Ligne du PLM (Paris - Lyon - Méditerranée), rebaptisée Ligne du Sud-Est :
  - Paris à Lyon, Paris à Besançon, Paris à Mâcon, Marseille à Paris (qui faisait Lyon-Paris A/R), constitués en train poste lyonnais. Dernière circulation : 6 novembre 1994. Il existait également le "Cheval des Laumes-Alesia"
  - Paris à Chambéry, jusqu’au 6 novembre 1994. Créé en 1957, il remplaçait le "Paris à Évian" qui s'arrêtait à la gare de Saint-Gervais-les-Bains-Le Fayet (supprimé à l'automne 1983). Il existait également le "Cheval de Culoz".
  - Paris à « Clermont », Paris à Vichy, Paris à Saint-Étienne, train poste du Bourbonnais (Les 3 faisaient Paris-Clermont). Dernier voyage, 23 mai 1993. Il existait également le "Cheval de Saint-Germain-des-Fossés
  - Paris à Pontarlier (Un Préposé allait jusqu'à Vallorbe en Suisse). Dernier voyage au changement d'horaire automne 1983, (remplacé par le "Paris-à-Besançon")
- Ligne de l'Ouest, d'abord basée à la gare Saint-Lazare, puis en 1966 à la gare de Paris-Montparnasse :
  - Paris à Saint-Brieuc (qui continuait jusqu'à Brest avec un convoyeur), Paris à Nantes, Paris à Rennes, Paris à Vannes (qui continuait jusqu’à Quimper avec un convoyeur) puis en TPA (train poste autonome) breton, de 1989 au 23 novembre 1995
  - Ont également circulé des wagons ambulants en tête de trains voyageurs dits "primo", le matin vers Quimper et Brest avec deux convoyeurs
  - A Paris St-Lazare a fonctionné le TPA Paris-Caen. Ont également circulé les RAP (Rames Automotrices Postales) sans personnels à bord entre Paris et Rouen.

- Ligne du Sud-Ouest, gare d'Austerlitz :
  - Paris à Bordeaux, Paris à La Rochelle, Paris aux Pyrénées, en train poste bordelais de 1976 au 16 avril 1995.
  - Paris à Brive, Paris à Toulouse, train poste de Brive de 1985 au 28 mai 1995.
  - Toulouse à Villefranche-de-Rouergue (Ambulant routier, dans un bus)

- Lignes transversales:
  - Strasbourg à Lyon
  - Sète à Lyon
  - Marseille à Toulouse
  - Bordeaux à Lyon
  - Nantes à Lyon
  - Briançon à Lyon
  - Brioude à Clermont
  - Toulouse à Villefranche de Rouergue (ambulant routier, dans un bus)

En France, les services ambulants sont abandonnés progressivement à partir de la fin des années 1970 : le transport routier par camion et l'aviation postale de nuit permettent des acheminements presque aussi réguliers. De plus les processus de traitement du courrier par des machines de tri permettent un tri massif des lettres plus détaillé dans des créneaux horaires plus adaptés aux impératifs horaires de la distribution. Enfin, le coût des services ambulants ne tenait pas seulement à la rémunération du personnel. Les relations entre les PTT (puis La Poste) et l'opérateur ferroviaire, la SNCF divergeaient sur les coûts de la traction ferroviaire, sur les horaires des trains, et sur les priorités mêmes. Pour l'une primaient le transport des voyageurs, et la concentration des moyens sur les lignes du TGV. Pour l'autre, les contraintes horaires, liées à la croissance continue des volumes de courrier à traiter demandaient des solutions plus souples que ne le permettait la voie ferrée. Les progrès de la lecture optique des adresses imposaient de nouveaux bâtiments, hors des centres-villes et des gares, où les surfaces étaient comptées et chères

## En Suisse
Au sein de La Poste suisse, le service des ambulants a cessé en 2004, à l'exception d'une ligne entre Brigue et Härkingen qui, elle, a cessé en 2014.

## Sources
1. ↑  Service communication, Direction du Courrier, Le courrier en toutes lettres, La Poste, 1998, 164 pages.
2. ↑  Dans l'exemple cité, la zone géographique consacrée au « Paris à La Rochelle » est constituée de la Charente-Maritime et du département des Deux-Sèvres. Mais au départ de Paris, l'ambulant emporte également du courrier pour les départements traversés "en croisière", le Loiret, le Loir-et-Cher, l'Indre-et-Loire. Vers 1980, le service partait de Paris-gare d'Austerlitz à 22 h 06 min, constitué en train-poste "bordelais" avec deux autres "ambulants" (le "Paris à Bordeaux 3" et le "Paris aux Pyrénées 2), faisait station aux Aubrais, à 23 h 07 min, à Saint-Pierre-des-Corps à 00 h 08 min, atteignait Poitiers à 01 h 22 min. Poursuivant sa "route" seul il quittait Poitiers à 3 h 46 min, atteignait Niort à 4 h 55 et arrivait à La Rochelle à 6 h 06. Cf plaquette  Train-poste bordelais, éditée par le Comité d'entraide PTT des ambulants du Sud-est, Paris 1995.
3. ↑  Du point de vue de la gestion administrative, chaque équipe constituait un "bureau (postal) ambulant", dirigé par un "chef de brigade"
4. ↑  Toutes les dates citées proviennent de plaquettes philatéliques émises entre 1991 et 1995 par deux sociétés d'entraide, gérant les œuvres sociales des PTT au niveau des ambulants : le Comité d'entraide du réseau Nord, pour les réseaux Nord, Est et Ouest, dont les plaquettes sont signées Rémy Plagnes ; le Comité d'entraide PTT Sud-Est, dont les textes sont anonymes.
5. ↑  Le service Paris à Lille est créé avait été créé en 1864
6. ↑  En 1976, 12,3 milliards d'objets traités dans la branche postale des PTT, en 1983 15,1 milliards d'ojets traités, selon les rapports annuels d'activité. Chiffres repris dans PTT, si on gérait autrement ?, fédération CGT des PTT, 322 pages, Montreuil, 1984.
7. ↑  Cf. Jacques Chevallier, L'avenir de la Poste, rapport de mission au ministre des Postes et Télécommunications, La documentation française, 186 pages, Paris 1984. Le rapport "Chevallier" est à la fois un appel à la modernisation technique et organisationnelle, et une machine de guerre contre le statut du personnel.
8. ↑  « Website », sur La Poste (consulté le 16 septembre 2020).